# Giovanni Francesco Capelletti
Giovanni Francesco Capelletti (* 14. Juni 1762 in Rieti, Italien; † 9. Dezember 1831) war Bischof des Bistums Ascoli Piceno. 

## Leben
Capelletti empfing am 2. Juni 1787 die Priesterweihe. 1800 wurde er von Papst Pius VII. zum ersten Bischof von Fabriano-Matelica bestellt. Die Bischofsweihe spendete ihm am 17. August 1800 Kardinal Ippolito Antonio Vincenti Mareri. 1806 wurde er zum Bischof von Ascoli Piceno ernannt. Er starb 1831 im Bischofsamt.